# Associação do Registo Civil e Livre-Pensamento
A Associação do Registo Civil e Livre-Pensamento foi uma associação portuguesa, criada em 5 de agosto de 1895, com o objetivo de promover a instituição do registo civil obrigatório.

## História
Em 2 de agosto de 1909, a associação promoveu uma manifestação, com mais de 100.000 participantes, que se dirigiu ao Parlamento pedindo a execução das leis liberais do Marquês de Pombal, de António Augusto de Aguiar, de José da Silva Carvalho e de Anselmo José Braamcamp, a instituição do registo civil obrigatório e do divórcio, a secularização dos cemitérios e a abolição do juramento religioso.

## Estatutos
Os estatutos da associação foram sendo adaptados à evolução dos seus objetivos e do contexto da sua atuação. Para além dos estatutos originais, de 1895, a associação aprovou novos estatutos em 22 de novembro de 1915 e em 30 de novembro de 1920.
Nestes últimos estatutos, a associação define-se como uma «coletividade liberal, de instrução e educação cívica» criada «para combater o clericalismo, o jesuitismo e a reação religiosa.»

## Congressos do Livre-Pensamento
A associação promoveu quatro congressos nacionais do Livre-Pensamento e, em Lisboa, entre 4 e 8 de outubro de 1913, o 17.º Congresso Internacional do Livre-Pensamento.

## Cessação da atividade
O advento da Ditadura Militar conduziu à cessação da atividade da associação, que viria a ser encerrada compulsivamente pela polícia política em 1937.